# The Scientific World-Perspective and Other Essays
The Scientific World-Perspective and Other Essays (1931–1963) (La Perspective scientifique du monde et autres essais), est un recueil d’articles de Kazimierz Ajdukiewicz, édité et préfacé par Jerzy Giedymin (D. Reidel Publishing Company, Dodrecht, Boston, 1978). 
Dans la préface, Jerzy Giedymin met en avant la conception ajdukiewiczienne de conventionnalisme radical. Les deux questions qui occupaient particulièrement Ajdukiewicz furent, selon Giedymin, celle de savoir si notre conception scientifique du monde est déterminée seulement par l’expérience ou bien si le choix de langage y joue également un rôle important ? Deuxièmement, Ajdukiewicz voulait savoir si la conception que nous avons de notre connaissance est indépendante du langage que nous choisissons. Giedymin retrace rapidement l’évolution des opinions d’Ajdukiewicz, dont témoigne le choix d’articles représentatifs de ses périodes successives.

## Table de matières
1. On the Meaning of Expressions (De la signification des expressions, 1931), p. 1
2. Language and Meaning (Langage et signification, 1934), p. 35
3. The World-Perspective and the Conceptual Apparatus (La perspective du monde et l'appareil conceptuel, 1934), p. 67
4. On the Applicability of Pure Logic to Philosophical Problems (De l'applicabilité de la logique pure aux problèmes philosophiques, 1934), p. 90
5. On the Problem of Universals (Sur le problème des universaux, 1935), p. 95
6. The Scientific World-Perspective (1935), p. 111
7. Syntactic Connexion (La connexion syntaxique, 1936), p. 118
8. A Semantical Version of the Problem of Transcendental Idealism (La version sémantique du problème de l'idéalisme transcendental, 1937), p. 140
9. Interrogative Sentences (Énoncés interrogatives, 1934/1938), p. 155
10. Logic and Experience (Logique et expérience, 1947), p. 165
11. Epistemology and Semiotics (Épistémologie et sémiotique, 1948), p. 182
12. Change and Contradiction (Changement et contradiction, 1948), p. 192
13. On the Notion of Existence (De la notion d'existence, 1949), p. 209
14. Conditional Statement and Material Implication (Énoncés conditionnels, 1956), p. 222
15. The Problem of the Rationality of Non-Deductive Types of Inference (Le problème de la rationalité des types non-déductifs de l'inférence, 1958), p. 239
16. The Problem of the Foundation of Analytic Sentences (Le problème de la fondation des énoncés analytiques, 1958), p. 254
17. Syntactical Connections between Constituents of Declarative Sentences (Connexion syntaxique entre les constituants des énoncés déclaratifs, 1960), 269
18. Axiomatic Systems from the Methodological Point of View (Systèmes axiomatiques du point de vue méthodologique, 1960), p. 282
19. The Problem of Foundation (Le problème de la fondation, 1963) [posthume], p. 295
20. The Problem of Empiricism and the Concept of Meaning (Le problème de l'empirisme et le concept de signification, 1964) [posthume], p. 306
21. Intensional Expressions (Expressions intensionnelles, 1967) [posthume], p.320
22. Proposition as the Connotation of a Sentence (Propositions en tant que connotations des énoncés, 1967) [posthume], p.348.